# Filippo Cattabiani
Filippo Cattabiani (Bologna, 11 agosto 1970) è un ex cestista italiano.
Ala di 200 centimetri.